# Rob van Gijzel
Rob van Gijzel (Eindhoven, 29 juni 1954) is een Nederlands politicus. Hij is voormalig lid van de Tweede Kamer namens de Partij van de Arbeid. Van april 2008 tot september 2016 was hij burgemeester van de gemeente Eindhoven.

## Politieke loopbaan
Vanaf zijn studententijd was hij actief bij de PvdA en de Jonge Socialisten. In 1989 werd hij lid van de Tweede Kamer. Voor de PvdA werd hij woordvoerder voor Verkeer & Waterstaat. In de nasleep van de Bijlmerramp kreeg Van Gijzel de bijnaam Bijlmerboy, omdat hij aandrong op een parlementaire enquête naar de gevolgen van de Bijlmerramp. In the dramaserie Rampvlucht (2022) over de Bijlmerramp, wordt Van Gijzel gespeeld door Guy Clemens.
Van Gijzel was namens de PvdA woordvoerder in het debat over de conclusies van de parlementaire enquêtecommissie. Samen met Rob Oudkerk, die in de enquêtecommissie zat, stemde Van Gijzel voor een motie van wantrouwen tegen minister Borst. Ook stemde hij als enig PvdA-lid tegen de Motie Melkert, waarin "de regering werd gevraagd lessen te trekken uit de tekortkomingen bij de afhandeling van de Bijlmerramp".
Op 9 november 2001 was Van Gijzel te zien in een documentaire van het VARA-programma Zembla over bouwfraude. In het programma werd duidelijk dat een kartel van de grootste Nederlandse bouwbedrijven jarenlang Rijkswaterstaat, de Nederlandse Spoorwegen en Schiphol oplichtte voor bedragen van in totaal tussen de vijfhonderd miljoen en één miljard gulden. Van Gijzel sprak in de documentaire over 'de grootste fraude uit de geschiedenis van Nederland'. Op dezelfde dag reageerde Van Gijzel op de bouwfraude in het televisieprogramma NOVA. Toenmalig fractievoorzitter van de PvdA Ad Melkert nam Van Gijzel die openheid niet in dank af. Melkert verving Van Gijzel vrijwel direct als woordvoerder in de bouwfraude en sommeerde Van Gijzel alles wat hij nog over de bouwfraude wilde zeggen eerst aan hem voor te leggen. Van Gijzel vond dat hij daarmee 'een parlementariër met een slot op de mond' werd en dat hij zijn taak als volksvertegenwoordiger niet meer kon uitoefenen. Op 27 november 2001 verliet Van Gijzel de Tweede Kamer, omdat hij naar eigen zeggen te weinig ruimte kreeg om te functioneren. Volgens Van Gijzel was fractievoorzitter Melkert bang dat hij te veel uit was op politieke consequenties in de bouwfraudezaak. Ook vond hij dat de PvdA-fractie de verantwoordelijke ministers te veel wilde beschermen. Van Gijzel had het rond de bouwfraudezaak vooral aan de stok met PvdA-minister Tineke Netelenbos van Verkeer en Waterstaat en Benk Korthals van Justitie. In augustus 2002 ging de parlementaire enquête naar de bouwfraude alsnog van start, Van Gijzel was toen al weg.
Nadat hij eerder in beeld was voor een functie als wethouder, werd Van Gijzel in 2003 kandidaat voor het burgemeesterschap van Eindhoven. Hij verloor de strijd van VVD'er Alexander Sakkers. Sinds 2003 had hij met zijn vrouw een adviesbureau: Politea. Na de Olympische Spelen van Athene (2004) trad hij aan als vicevoorzitter van de tot Nationaal Zweminstituut Eindhoven omgedoopte stichting Topzwemmen Zuid-Nederland.
In december 2007 stelde Van Gijzel zich wederom kandidaat voor het burgemeesterschap van Eindhoven. Op 23 januari 2008 kon de Eindhovense burger in een raadgevend referendum zijn voorkeur uitspreken voor Van Gijzel of voor zijn tegenkandidaat en partijgenoot Leen Verbeek. Van Gijzel kreeg 68,5% van de stemmen, maar omdat de vereiste opkomst van dertig procent niet werd gehaald werd het referendum ongeldig verklaard. De gemeenteraad respecteerde niettemin in meerderheid de uitslag van het referendum en droeg Van Gijzel de volgende dag voor benoeming voor. Op 7 april 2008 werd hij geïnstalleerd als opvolger van waarnemend burgemeester Gerrit Braks.
Op 21 november 2008 was er een wiettop in Almere. De burgemeester van Eindhoven kondigde namens 33 burgemeesters aan een stadswietkwekerij te beginnen voor de levering van softdrugs aan coffeeshops in die stad.
Op 1 december 2015 maakte Van Gijzel bekend dat hij zijn functie als burgemeester in het najaar van 2016 zou neerleggen. Hij vertrok uiteindelijk op 6 september 2016.

## Onderscheidingen
Bij zijn afscheid als burgemeester van Eindhoven, op 6 september 2016, ontving hij uit handen van commissaris van de Koning Wim van de Donk de onderscheiding Officier in de Orde van Oranje-Nassau.
Tevens werd aan hem door de raad het ereteken van de stad Eindhoven toegekend.
- Parlement.com: vg09llql84dl